# Pauline Tully

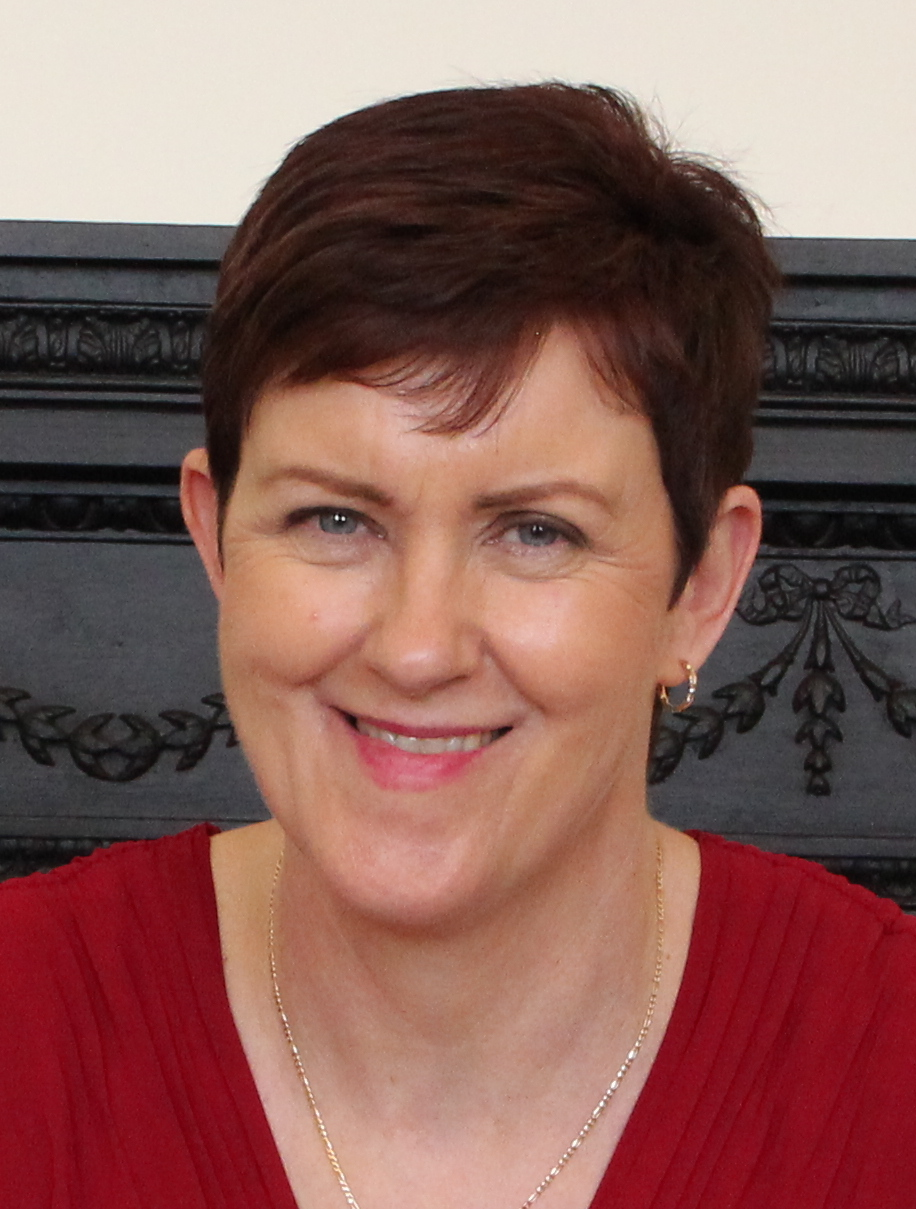
Pauline Tully (2025)

Pauline Tully (* im 20. Jahrhundert in Cavan, County Cavan, Irland) ist eine irische Politikerin der Sinn Féin. Sie war von Februar 2020 bis Dezember 2024 Teachta Dála im irischen Unterhaus Dáil Éireann. Im Januar 2025 wurde sie in den Seanad Éireann gewählt.

## Leben
Tully wuchs auf einem Bauernhof bei Kilnaleck im County Cavan auf. Dort lebt sie noch heute. Sie unterrichtet Mathematik und Geschichte am Breifne College.
1999 wurde sie erstmals in den Cavan County Council gewählt. Diesen Sitz konnte sie bis 2012 halten. Danach schied sie zur Betreuung ihrer Söhne aus.
2003 heiratete sie den IRA-Aktivisten Pearse McAuley (1965/1966–2024), der wegen mehrerer Tötungsdelikte angeklagt und inhaftiert worden war. Für die Hochzeit wurde ihm Freigang gewährt. Aus der Ehe gingen zwei Söhne hervor. Das Paar trennte sich im Februar 2014. Heiligabend 2014 überfiel McAulay Tully und versuchte sie zu erstechen. 2015 wurde er deswegen zu einer zwölfjährigen Haftstrafe verurteilt.
Bei den Wahlen zum Dáil Éireann 2020 errang Tully im Wahlkreis Cavan−Monaghan einen Sitz, den sie aber schon bei den Wahlen 2024 wieder verlor. Stattdessen wurde sie im Januar 2025 in den Senat über die Kultur- und Bildungsliste gewählt.